# Isla Punta Rica
Isla Punta Rica är en ö i Mexiko. Den ligger i lagunen Laguna Mar Muerte och tillhör kommunen San Pedro Tapanatepec i delstaten Oaxaca, i den södra delen av landet. Arean är 0,39 kvadratkilometer.